# ONE Friday Fights 10
ONE Friday Fights 10: Yodkrisada vs. Thepthaksin (también conocido como ONE Lumpinee 10) fue un evento de deportes de combate producido por ONE Championship llevado a cabo el 24 de marzo de 2023, en Lumpinee Boxing Stadium en Bangkok, Tailandia.

## Historia
Una pelea de muay thai entre Yodkrisada Sor.Sommai y Thepthaksin Sor.Sornsing encabezó el evento.
En el pesaje, Sherzod Kabutov pesó 136.6 libras, 1.6 libras sobre el límite de peso mosca. Su pelea prosiguió en un peso pactado con Kabutov siendo multado con un porcentaje de su bolsa, que iría hacía su oponente Chorfah Tor.Sangtiennoi.

## Bonificaciones
Los siguientes peleadores recibieron bonos de ฿350.000.
- Actuación de la Noche: Thepthaksin Sor.Sornsing, Rak Erawan, Thongpoon P.K.Saenchai y Yod-IQ P.K.Saenchai